# Oritoniscus pyrenaeus
Oritoniscus pyrenaeus är en kräftdjursart som först beskrevs av Emil Racoviţă1907.  Oritoniscus pyrenaeus ingår i släktet Oritoniscus och familjen Trichoniscidae. Inga underarter finns listade i Catalogue of Life.